# Ігрімське міське поселення
Ігрі́мське міське поселення (рос. Игримское городское поселение) — міське поселення у складі Березовського району Ханти-Мансійського автономного округу Тюменської області Росії.
Адміністративний центр — селище міського типу Ігрім.
Населення міського поселення становить 7902 особи (2017; 9291 у 2010, 10022 у 2002).
Станом на 2002 рік існували Ігрімська селищна рада (селище міського типу Ігрім, присілки Анеєва) та Ванзетурська сільська рада (селище Ванзетур, присілок Новинська).

## Склад
До складу міського поселення входять:
| Населений пункт             | Населення, осіб (2002) | Населення, осіб (2010) |
| --------------------------- | ---------------------- | ---------------------- |
| Анеєва, присілок            | 150                    | 127                    |
| Ванзетур, селище            | 480                    | 375                    |
| Ігрім, селище міського типу | 9362                   | 8775                   |
| Новинська, присілок         | 30                     | 14                     |